# 謝宸
謝宸（？—？），陕西漢中府城固縣人。

## 生平
万历三十七年（1609年）己酉科陕西乡试举人，四十一年（1613年）癸丑科進士，授南京户部主事，四十五年拾遗，以浮躁降一级调外任。崇祯时，任扬州府知府，官至按察司副使。